# 봄바람 (Rihwa의 노래)
〈봄바람〉(春風 하루카제[*])은 Rihwa의 5번째 싱글이다.

## 개요
후지 TV 계열 텔레비전 드라마 《내가 있었던 시간》의 주제가로 사용된 발라드 넘버. Rihwa의 악곡이 텔레비전 드라마 주제가로 기용되는 것은 처음이다.

## 차트 성적
오리콘 주간 싱글 차트에서는 첫 등장 7위를 기록, 첫 톱 10에 들어간다. 2014년 5월 기준으로, Rihwa의 싱글 작품 중에서는 최고의 매상을 기록하고 있다.

## 수록곡
CD
1. 春風 / 봄바람
작사·작곡: Rihwa / 편곡: 손 루이, 이이즈카 케이스케
  - 후지 TV 계열 드라마 《내가 있었던 시간》 주제가
2. Lovely Country
작사·작곡: Rihwa / 편곡: 손 루이, 이이즈카 케이스케
3. 愛するということ / 사랑한다는 것
작사·작곡: Rihwa / 편곡: 손 루이, 이이즈카 케이스케

DVD (초회 한정반만)
1. 〈モンスターのかくれんぼ 몬스터의 숨바꼭질〉 (스튜디오 라이브)
2. 〈Last Love〉 (스튜디오 라이브)